# Lamar Odom
Lamar Joseph Odom (Queens, New York, 1979. november 6. –) világbajnok, olimpiai bronzérmes, 2x NBA bajnok (2009, 2010) a Los Angeles Lakers tagjaként, amerikai kosárlabdázó, aki erőcsatár, illetve kiscsatár poszton játszott.

## Pályafutása

### Iskolai szinten
Odom már a középiskolában komolyan kosarazott, először New York környékén, majd Connecticutban is játszott.
1997-ben a Nevadai Egyetemre került, ahol több botrányba is belekeveredett. A Rhode Island-i Egyetem csapatába került, de az 1997–98-as évadban nem játszhatott. Első szezonjában viszont kiemelkedő teljesítményével és döntőbeli játékával a Rams 1999-ben először nyerte meg a bajnokságot.

### Korai NBA-karrier
Odomot a Los Angeles Clippers draftolta 1999 nyarán a negyedik helyen.
Az első szezonjában átlagban 36,4 percet töltött a pályán, leszedett 7,8 lepattanó, kiosztott 4,2 gólpasszt, illetve 16,6 pontot dobott.
Első szezonjának a végére harmadik lett az év újonca szavazáson.
Második szezonjában átlagban 37,3 percet töltött a pályán, leszedett 7,8 lepattanó, kiosztott 5,2 gólpasszt, illetve 17,2 pontot dobott, ám a következő években leromlott a teljesítménye. 2001 novemberében drogfogyasztás (hivatalosan marihuána-használat) miatt felfüggesztették, így sok meccset ki kellett hagynia.
2003 nyaráig a Clippersben maradt, de ezután átkerült a Miami Heat csapatához. Itt egy közepes szezont sikerült maga mögött tudnia az akkor ígéretes újonc Dwayne Wade mellett, a csapat egészen a főcsoport elődöntőjéig menetelt, ahol végül az Indiana Pacers tudta megállítani az együttest. Ezután Caron Butlerrel és Brian Granttel együtt a sztárjátékos Shaquille O’Nealra cserélték el és így ismét visszatért Kaliforniába, ám most a Los Angeles Lakershöz.

### Los Angeles Lakers
2004 nyarán került a Lakers csapatához.
A 2004–05-ös szezonban a csapat legmeghatározóbb embere volt Kobe Bryant után, az átlagban dobott 15,2 pontjával, valamint a leszedett 10,2 lepattanóval, ám ezt mentálisan nehezen viselte, ennek, valamint a Lakers edzőváltásának az eredménye az lett, hogy a Los Angeles-iek kedvenc együttese nem jutott be a rájátszásba.

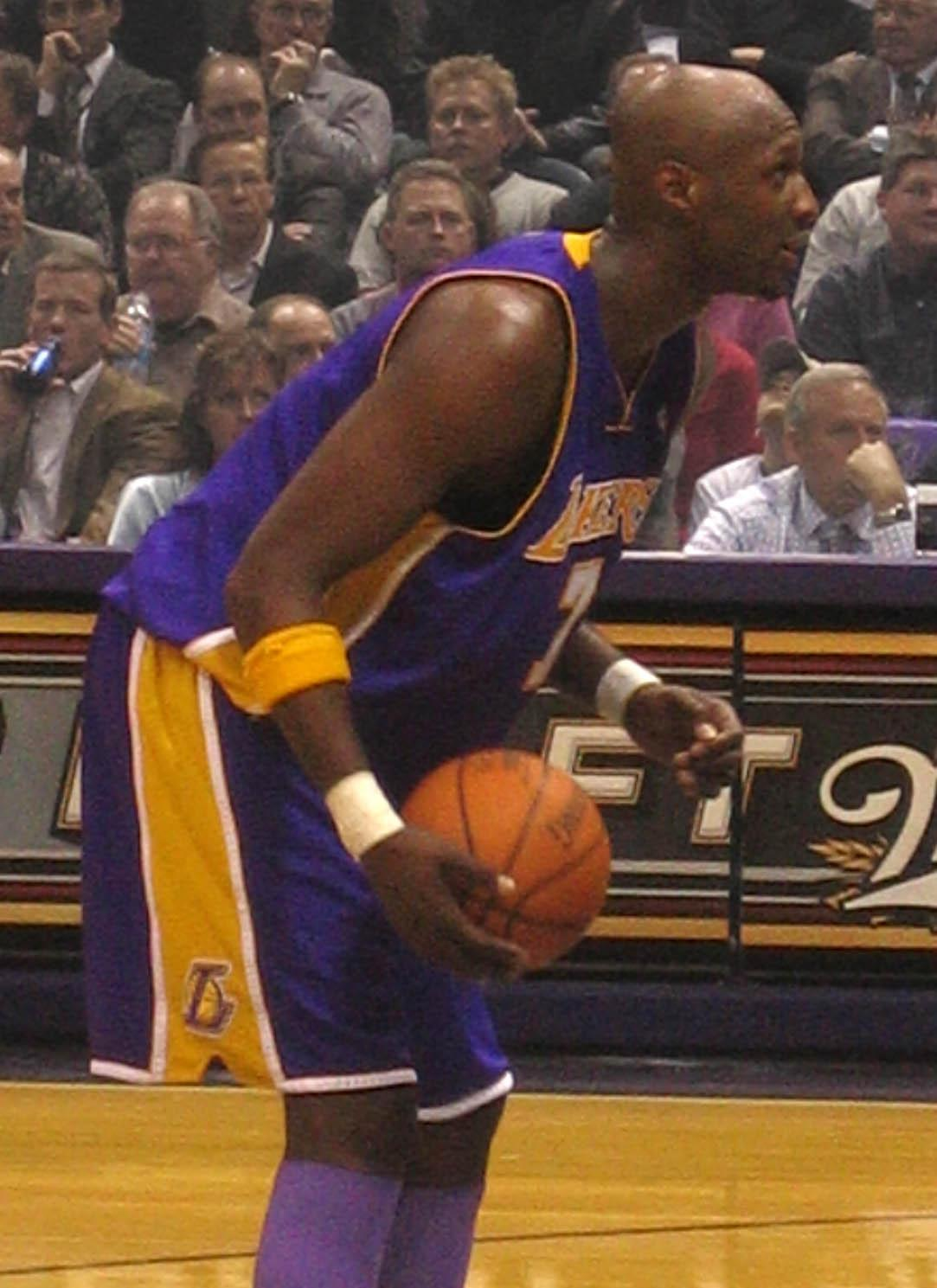
Odom egy Milwaukee elleni mérkőzésen 2005 decemberében

A 2005–06-os szezonban már kicsit jobban mentek a dolgok – és bár a csapat még mindig nem teljesített az elvárások szerint –, bejutottak a rájátszásba a 6. helyen, ahol nagy meglepetést kiváltva a rajongókból, összesítésben 4–3-ra éppen hogy csak kikaptak a lényegesen erősebb és harmadik helyen kiemelt, ám sztárjátékosa, Amar’e Stoudemire nélkül felálló Phoenix Sunstól.
A 2006–07-es szezonban a Lakers a 7. helyen végzett. A rájátszásban az előző évhez hasonlóan a Phoenix Suns-al került össze a Lakers, ahol ezúttal 4-1-gyel mehetett tovább a Suns. Ezután a szezon után nyilvánvalóvá vált, hogy a Kobe–Lamar duó egyedül nem elég ahhoz, hogy a csapat bajnokesélyes legyen, méghozzá Odom hullámzó teljesítménye miatt; ezért a holtszezonban megkörnyékezték Kevin Garnettet, de ő végül a Boston Celtics csapatához igazolt.
A holtszezon végére nagyon úgy nézett ki, hogy Kobe Bryant el fog menni Los Angeles-ből, és a Lakers a liga egyik sereghajtó csapata lesz.
A 2007–08-as szezon elejére változott a helyzet, mivel a csapat fiatal centere, Andrew Bynum kirobbanó formában volt és január végéig a liga legdominánsabb centerei közé tartozott, amikor is súlyos térdsérülést szenvedett. Ekkor a Lakers megint gondban volt, de a csapat pár nappal a sérülés után megszerezte Pau Gasolt, a kiváló spanyol magasbedobót, betöltve ezzel a Bynum helyén keletkezett űrt, valamint Odom addigi karrierje legjobbját nyújtotta ebben az időszakban. Pau Gasol leigazolása rövid időn belül jó döntésnek bizonyult, hiszen a 2007–2008-as szezonban, a Los Angeles Lakers első helyen végzett az alapszakaszban, illetve az NBA Odom csapattársának Kobe Bryantnek ítélte az alapszakasz MVP (Most Value Player – Legértékesebb Játékos) díját. Bryant és Gasol 2008-ban a nagy döntőig vezette a csapatot, mely időszak alatt Odom is rendkívül jól teljesített. A hatmérkőzéses döntőt azonban elvesztették a nagy rivális Boston Celtics ellen összesítésben 4-2-vel – részben Odom gyenge döntőbeli játéka miatt –, így újraszülettek az Odommal kapcsolatos cserepletykák.
A 2008–2009-es szezonnak már egyértelműen bajnokesélyesként indult neki a Lakers.
Ebben a szezonban a Lakers leginkább a Fisher–Bryant–Radmanović–Gasol–Bynum kezdőötössel játszik, míg Odom a mérkőzéseken csak csereemberként lépett pályára. 
A Los Angeles Lakers az alapszakaszban az első helyen végezett nyugaton és összesítésben is, így a kiemelt, első helyről kezdhették a rájátszást.
Első körben a Utah Jazz ellen játszottak és 4-1-re győzedelmeskedett a Bryant és Gasol vezette Lakers.
A második körben a Houston Rockets ellen játszottak akiket, csupán a mindent eldöntő 7. mérkőzésen tudtak legyőzni, így végül 4-3-ra diadalmaskodott a Los Angeles Lakers.
A konferencia döntőben a Denver Nuggets csapatával mérkőztek meg. A Carmelo Anthony vezette gárdát, végül összesítésben 4-2-vel győzték le.
Az NBA döntőben a Dwight Howard vezetésű Orlando Magic-el mérkőzhettek meg a bajnoki címért, akik felett, végül 4-1-es összesítésben diadalmaskodtak. Lamar Odom rájátszásban nyújtott teljesítményének is köszönhetően tehát a Lakers 7 év után ismét bajnok lett.
A 2009–2010-es szezon alapszakaszának végére nyugaton újra az első lett a Los Angeles Lakers, ám összesítésben a másodikok, mivel a keleti Cleveland Cavaliers jobb győzelem/vereség aránnyal rendelkezett.
Lamar Odom ebben az alapszakaszban átlagban 10,8 ponttal, 9,8 lepattanóval és 3,3 gólpasszal zárta az évet.
A Lakers a rájátszás első párharcát a fiatal tehetség Kevin Durant vezette Oklahoma City Thunder ellen 4-2-es összesítéssel nyerték meg.
A Los Angeles Lakers második ellenfele a rájátszásban a Utah Jazz volt, mely ellen söpréssel, vagyis 4-0-s összesítéssel diadalmaskodtak.
A következő párharcot, vagyis a konferencia döntőt a Phoenix Suns ellen vívhatta a Gasol és Bryant vezette címvédő, amely csapattal szemben összesítésben 4-2-re nyertek.
Az NBA döntőben (már fáradtan) az ősi rivális a Boston Celtics ellen egy kiélezett sorozatban, a mindent eldöntő hetedik mérkőzésen tudott diadalmaskodni a Los Angeles Lakers, összesítésben 4-3-mal.
A 2009-2010-es rájátszásban Lamar Odom 222 pontot dobott, leszedett 198 lepattanót, 15 alkalommal szerzett labdát és 21 blokkot osztott ki.
A 2010–2011-es szezonnak lényegében változatlan kerettel vágott neki a Los Angeles Lakers.
Lamar Odom az alapszakasz összes mérkőzésén pályára lépett és nyugodtan elmondható, hogy a címvédő Lakers legkiegyensúlyozottabb teljesítményét nyújtotta az alapszakasz során. Érdemeinek elismeréseként Lamar Odomot választották meg az alapszakasz legjobb hatodik emberének az NBA 2010–2011-es idényében.
A 2010-2011-es rájátszást a Los Angeles Lakers a nyugati második helyről kezdhette meg, mivel 57 győzelme mellett 25 vereséggel rendelkezett az alapszakaszból.
Az első körben a Chris Paul vezette New Orleans Hornets ellen kezdett a Lakers, akik ellen 4-2-es összesítéssel tudott győzedelmeskedni a Kobe Bryant és Pau Gasol vezette címvédő.
A második körben a nyugaton 3. helyen végzett Dallas Mavericks a német származású Dirk Nowitzki vezetésével 0-4-es söpréssel búcsúztatta a Lakerst.

### Válogatott
Lamar Odom több ízben tagja volt az amerikai válogatottnak.
A 2004-es athéni olimpián 14 meccset játszott 5,8 pontos átlaggal; az amerikai válogatott végül a bronzérmet szerezte meg Argentína és Olaszország mögött.
Odomot meghívták a 2006-os japán világbajnokságra is, de fia halála miatt nem ment el.
Odomot meghívták a 2010-es Törökországban rendezett világbajnokságra, ahol 1954, 1986 és 1994 után negyedszer hódította el a világbajnoki címet Amerika válogatottja.

## Magánélete
Élettársától, Liza Moralestől három gyermeke született: lányuk, Destiny 1998-ban, fiaik, ifj. Lamar és Jayden 2002-ben, illetve 2005-ben. Jayden 2006. június 29-én New Yorkban meghalt. Ekkor Odom azt fontolgatta, abbahagyja a kosárlabdát.
Lamar Odom 2009 szeptemberében vette feleségül Khloé Kardashiant.
2011 áprilisában a Los Angeles Lakers sztárja feleségével, Khloé Kardashiannal közösen saját reality show-t indított Khloé & Lamar címen az egyik amerikai kábelcsatornán. Szeret zenét hallgatni, Rich Soil Entertainment névvel saját zenei és szórakoztatóipari céget alapított.